# Francis Hutcheson (philosophe)
Pour les articles homonymes, voir Francis Hutcheson.
Francis Hutcheson, né le 8 août 1694 à Drumalig en Irlande et mort le 8 août 1746 à Glasgow en Écosse, est un philosophe écossais et l’un des pères fondateurs des Lumières écossaises.
Avant qu’il ne soit professeur à l’université de Glasgow et qu’il n’occupe la chaire de philosophie morale à l’Université de Glasgow en 1729, il publie An Enquiry into the Original of our Ideas of Beauty and Virtue (1725), et An Essay on the Nature and Conduct of the Passions and Affections (1728). Ses travaux vont exercer une grande influence sur Smith, dont il est le professeur à Glasgow puis sur Hume et Reid,.
Hutcheson est surtout connu pour sa théorie du sens moral et, plus généralement, pour sa théorie morale sentimentaliste. La fameuse formule “la plus grande somme de bonheur pour le plus grand nombre” appartient à Hutcheson. Il a également apporté une contribution importante aux premières théories esthétiques, et ses œuvres ont été non seulement traduites et discutées dans des pays comme l'Allemagne, où il a influencé Kant,, mais ont également été discutées jusque dans les colonies américaines.

## Biographie

### Jeunesse
Francis Hutcheson est né en 1694 à Drumalig en Ulster. Son père et son grand-père ont tous deux été ministres presbytériens. Le contexte religieux et historique dans lequel grandit Francis Hutcheson est important. En effet, l’Église épiscopale d’Irlande a commencé à réprimer tous les protestants, qu’elle considérait comme des “dissidents”, au milieu du XVIIe. Bien qu’ils n’aient pas de stricte interdiction de pratiquer leur religion, les fonctions publiques leur étaient interdites dont la politique, l’économie et l’éducation.
Comme il leur était impossible d’obtenir un diplôme universitaire, beaucoup ont décidé de rejoindre l’Écosse afin d’y étudier. C’est ce que Francis Hutcheson a également fait, en allant à l’université de Glasgow.
Mais dans un premier temps, il étudie dans une école à Saintfield (1702-1707) puis dans une académie dissidente à Killyleagh (1707-1710), toutes deux dans le comté de Down, non loin de chez lui. Grâce à cela, il intègre l’université de Glasgow en 1710 à l’âge de seize ans.
Il a pu y étudier la logique, la métaphysique, la philosophie morale et naturelle. Après l’obtention de son diplôme, il étudie la théologie après une année de littérature. Il a pour ambition de devenir ministre presbytérien, comme ses aînés.

### Carrière
De retour en Ulster en 1718, il espère commencer sa carrière en tant que ministre presbytérien. Mais finalement, il est appelé à la tête d’une académie dissidente à Dublin et signe le commencement de sa carrière en tant qu’enseignant, en 1719. Cela a été possible grâce à la “Toleration Act” de 1719, autorisant les presbytériens (entre autres) à diriger des écoles dissidentes en levant certaines restrictions.
Son rôle était d’enseigner des cours semblables à ceux qu’il a reçus à Glasgow afin de préparer au mieux les étudiants qui comptent s’y rendre. Les études en Écosse sont chères donc un système a été mis en place - comme l’académie de Killyleagh où a étudié Hutcheson - afin que ces étudiants puissent écourter leurs études et obtenir leur diplôme plus facilement.
Au cours de ces années, il publie deux ouvrages majeurs, à savoir An Inquiry into the Original of our Ideas of Beauty and Virtue (1725) et An Essay on the Nature and Conduct of the Passions and Affections, with Illustrations on the Moral Sense (1728). Robert Molesworth (1656-1725), collègue de Hutcheson à Dublin, le protège politiquement et l’aide à publier ses ouvrages.
Ces années à Dublin lui ont permis de cultiver sa philosophie et de concrétiser sa pensée.
En 1729, à l’âge de trente-cinq ans, il est nommé comme successeur de Gershom Carmichael à la chaire de philosophie morale à l’université de Glasgow. Il va occuper cette place jusqu’à sa mort. Il est par ailleurs le premier enseignant en Écosse à donner ses cours en anglais, plutôt qu'en latin ou en scots. Cependant, ses méthodes progressistes ne font pas l’unanimité. En effet, en 1738, Hutcheson fut accusé d'hérésie par le presbytère de Glasgow après que certains de ses étudiants aient dénoncé l’enseignement d’un sens moral inné, indépendant de la volonté de Dieu. Il risquait d’être démis de ses fonctions mais le soutien d’amis influents l’ont empêché.

## La pensée de Francis Hutcheson
C'était un empiriste qui apporta des innovations importantes en morale et en esthétique. Il est le premier à aborder la question des fondements de la morale de façon originale. Elles sont contenues surtout dans son ouvrage A system of moral philosophy. Il y cherche à systématiser les idées de Shaftesbury et à les compléter en expliquant l'esthétique par un sens interne, la morale par un sens moral et en rattachant la morale à l'esthétique. Il divisait la morale en quatre parties : la moralité et la vertu ; les droits privés et la liberté naturelle ; les droits de la famille (l'économie domestique) et l'État et les droits individuels (la politique).

### Le sentiment et l’intention morale chez Hutcheson
Hutcheson utilise le terme "sentiment" pour désigner la perception morale, c'est-à-dire la façon dont les hommes jugent la valeur morale des actions. Contrairement à d'autres penseurs de son époque, il distingue les "sentiments" des "sensations" et affirme que la moralité des actions est perçue immédiatement par le sentiment, sans nécessiter de raisonnement.
Il introduit la notion de "sens moral" inné, permettant de discerner la vertu et le vice de manière instantanée, à travers des sentiments d'approbation ou de désapprobation. Ce concept s'oppose à la vision des rationalistes comme Hobbes et Mandeville,, qui fondent la moralité sur la raison. Néanmoins, Hutcheson reconnaît que les jugements des hommes peuvent être biaisés lorsqu'ils sont directement impliqués, d'où l'importance de l'impartialité des observateurs extérieurs.
Dans le Système de philosophie morale (1755), il clarifie la différence entre la raison et le sens moral. La raison infère les intentions des agents à partir des actions observées, tandis que le sens moral réagit par des sentiments de plaisir ou de douleur. Cette distinction explique pourquoi des jugements moraux peuvent diverger : l'interprétation des intentions de l'agent peut varier d'une personne à l'autre. Par exemple, une amputation peut être vue par l'un comme un acte d'amour et par l'autre comme un acte de haine.
Dans ses derniers écrits, le terme "sentiment" devient plus rare. Lorsqu'il apparaît, il fait référence à des affections humaines ou à des perceptions indirectes provoquées par les émotions des autres. Hutcheson abandonne l'idée que le sentiment permet de deviner l'intention de l'agent, ce rôle revenant désormais à la raison. Les expressions "sensation d'approbation" ou "sentiment d'approbation" désignent alors des réactions automatiques de plaisir ou de douleur, sans intentionnalité.
La conception du "sentiment" de Hutcheson influence la pensée de David Hume. Ce dernier reprend l'idée que l'objet du sens moral n'est pas l'action visible, mais le caractère de l'agent, que l'on déduit par la raison. Chez Hume, les "sentiments" d'approbation ou de désapprobation renvoient à des passions stables fondées sur la sympathie. Il mêle ainsi les notions de "passion" et de "sentiment", qui deviennent des affections stables plutôt que des jugements cognitifs.
Cette évolution du terme “sentiment”, grâce à Hutcheson, va inspirer de nombreux auteurs romantiques, avec cet intérêt accru sur les relations humaines et leurs sentiments,.

## Principaux ouvrages
- Recherches sur l’origine de nos idées de beauté et de vertu (Inquiry into the origin of our ideas of beauty et virtue), Londres, 1725, in-8°)
- Essay on the Nature and Conduct of the Passions and Affections (1728)
- Système de philosophie morale, (A system of moral philosophy, Glasgow, 1755, 2 vol. in-4°).